# Веллстон (Огайо)
Веллстон (англ. Wellston) — місто (англ. city) в США, в окрузі Джексон штату Огайо. Населення — 5412 особи (2020).

## Географія
Веллстон розташований за координатами 39°7′3″ пн. ш. 82°32′15″ зх. д. / 39.11750° пн. ш. 82.53750° зх. д. (39.117399, -82.537564).  За даними Бюро перепису населення США в 2010 році місто мало площу 18,27 км², з яких 18,05 км² — суходіл та 0,22 км² — водойми.

## Демографія
Згідно з переписом 2010 року, у місті мешкали 5663 особи в 2250 домогосподарствах у складі 1459 родин. Густота населення становила 310 осіб/км².  Було 2535 помешкань (139/км²).
Расовий склад населення:
| - 97,7 % — білих - 0,4 % — корінних американців - 0,2 % — чорних або афроамериканців - 0,2 % — азіатів |

До двох чи більше рас належало 1,3 %. Частка іспаномовних становила 0,7 % від усіх жителів.
За віковим діапазоном населення розподілялося таким чином: 25,6 % — особи молодші 18 років, 59,6 % — особи у віці 18—64 років, 14,8 % — особи у віці 65 років та старші. Медіана віку мешканця становила 36,5 року. На 100 осіб жіночої статі у місті припадало 88,0 чоловіків;  на 100 жінок у віці від 18 років та старших — 85,5 чоловіків також старших 18 років.
Середній дохід на одне домашнє господарство  становив 52 130 доларів США (медіана — 35 685), а середній дохід на одну сім'ю — 55 804 долари (медіана — 52 750). Медіана доходів становила 35 642 долари для чоловіків та 34 375 доларів для жінок. За межею бідності перебувало 25,3 % осіб, у тому числі 38,9 % дітей у віці до 18 років та 10,2 % осіб у віці 65 років та старших.
Цивільне працевлаштоване населення становило 2384 особи. Основні галузі зайнятості: освіта, охорона здоров'я та соціальна допомога — 30,7 %, виробництво — 27,1 %, роздрібна торгівля — 10,0 %, фінанси, страхування та нерухомість — 5,6 %.